# Le Giovani Marmotte - Q.U.E.S.T.I.O.N.E. D.I. G.E.R.G.O.
Le Giovani Marmotte – Q.U.E.S.T.I.O.N.E. D.I. G.E.R.G.O. (W.H.A.D.A.L.O.T.T.A.J.A.R.G.O.N.) è una storia a fumetti della Disney realizzata da Don Rosa nel 1997. Narra la storia di Qui, Quo e Qua da quando furono affidati a Paperino.

## Storia editoriale
Il titolo originale - W.H.A.D.A.L.O.T.T.A.J.A.R.G.O.N. - è leggibile come whada lotta jargon, slang per what a lot of jargon, ossia "quanto gergo", ma è anche l'acronimo di "When Huey And Dewey And Louie Originally Thought To Adopt Junior-Woodchuck Attitudes, Regulations, and Grandiose Organizational Nomenclature" ("quando Qui, Quo e Qua pensarono originariamente di adottare attitudini, regole e grandiose nomenclature dell'organizzazione delle Giovani Marmotte"). La versione italiana è invece l'acronimo di "Questa è Una Esaustiva ancorché Sintetica Testimonianza dell'Iniziale Opera dei Nipotini allorché Esordirono e Divennero Insostituibili nelle GM E Ricevettero Grandi Onorificenze".

## Trama
I nipotini sono entrati da molto tempo nelle Giovani Marmotte e Paperino ripensa a quando i ragazzi gli furono affidati. A quel tempo i tre erano ancora dei monelli ed era un continuo susseguirsi di corse finché Paperino non lo porta a un raduno delle Giovani Marmotte dove rimangono entusiasti quando scoprono che Nonna Papera è nipote del fondatore del corpo, Cornelius Coot, e decidono così di iscriversi. Qui vengono proposti per una prova speciale: ritrovare i resti del vecchio forte Paperopoli, ormai smontato per far spazio al deposito di loro zio Paperone che però non cede alle richieste dei nipotini. Nonostante ciò, dopo molte ricerche, riescono a ricostruire il vecchio forte. Intanto Paperino viene distratto dai suoi pensieri per colpa di Qui, Quo e Qua che, per sbaglio, gli fanno cadere un satellite in testa ma grazie a ciò riescono a vincere la medaglia al merito per il bendaggio al loro zio, ottenendo così il titolo di generali a cento stelle.

## Curiosità
- Il simbolo D.U.C.K. si trova in basso a destra, capovolto sulla poltrona.